# Castelul Prințului Barbă-Albastră
Castelul Prințului Barbă-Albastră (titlu original în maghiară A kékszakállú herceg vára) este singura operă compusă de Béla Bartók, pe un libret scris de Béla Balázs, prezentată în primă audiție în data de 24 mai 1918, la Opera Regală din Budapesta.

## Contextul istoric și geneza operei
Balázs a scris în 1910 o piesă de teatru cu același titlu, lucrarea având la bază un episod real din istoria nobilimii franceze. Barbă-Albastră îl are ca model pe mareșalul Gilles de Laval (cunoscut și ca Gilles de Retz sau Gilles de Rais) care a fost condamnat la moarte și ars pe rug în 1440 pentru nebuniile sale criminale..
În lucrarea lui Balázs (oferită și lui Kodály Zoltán, ca să scrie muzica pentru ea), Barbă-Albastră apare ca un erou al unei balade populare maghiare, fapt care este accentuat în operă datorită interesului lui Bartók pentru muzica populară maghiară, printr-o parte introductivă în proză. Opera a fost compusă în 1911, dar premiera a fost refuzată, din cauza dificultății de interpretare. Numai după șapte ani, în 1918, a fost prezentată în prima audiție la Opera din Budapesta. A fost primită cu o oarecare reținere, succesul venind numai după revizuire, în 1938. Opera are două personaje principale: prințul Barbă-Albastră (bariton sau bas) și Judit, noua lui soție (soprană sau mezzosoprană).
Începutul  secolului XX în Europa poate fi caracterizat de înstrăinare, singurătate, durere. Asemenea stări vor fi reflectate în flosofia, arta, literatura vremii. Filosofia lui Nietzsche, descoperirile psihologice ale lui Freud, simbolismul francez, în Ungaria poetica lui Ady Endre au avut impact mare asupra erei. Acest mod de a privi lumea a avut efect asupra intelectualilor, artiștilor vremii, astfel și asupra lui Béla Balázs și Béla Bartók. În aceste circumstanțe a fost scrisă piesa. În opera sa literară, Barbă-Albastră, care în alte locuri este prezentat ca un monstru, care și-a omorât soțiile, este exemplul omului singuratic, solitar, bătut de soartă. Lucrarea în sine prezintă adâncimea psihologică, misterele și suferințele sufletului; întâlnirea, adică ne-întâlnirea, bărbatului și a femeii. Béla Balázs îl prezintă pe Barbă-Albastră ca un erou al unei balade populare maghiare. Bartók, care din copilărie era înclinat spre melancolie, a scris în 1905 o scrisoare către mama sa, în care relata cât de singur este, și că nu-și găsește pereche, trebuie să accepte singurătatea oferită de soartă.
Bartók încă nu trecuse peste iubirea refuzată de către Stefi Geyer când a citit pentru prima dată libretul scris de Balázs. Totuși această criză a fost estompată de căsătoria compozitorului cu Marta Ziegler, căreia îi va dedica această operă. Balazs a oferit libretul și lui Kodály, dar Bartók imediat s-a simțit atras de subiect și de conținutul filozofic al acestuia. A compus opera pentru concursul organizat de Casinoul din Lipótváros (astăzi un cartier al Budapestei).
Opera a fost prezentată în prima audiție la șapte ani după compunere, în data de 24 mai 1918, la Opera Regală din Budapesta. Regizorul a fost Dezső Zádor, iar decorul a fost realizat de Miklós Bánffy. La premieră în rolul lui Barbă-Albastră a fost Oszkár Kálmán, cel a lui Judit fiind interpretată de către Olga Haselbeck, la pupitrul dirijorul aflându-se Egisto Tango, proza introductivă a fost recitată de către Imre Pallo. După pauză a fost prezentat baletul „Prințul cioplit din lemn”. Criticii au lăudat muzica lui Bartók, dar nu au fost mulțumiți de libretul simbolist al lui Balázs. Kodály a luat apărarea ambelor, în revista „Nyugat”. După opt reprezentări, opera a fost scoasă din program, și până în 1936 nu a mai fost jucată în Ungaria. Reluarea din 1936, regizată de Kálmán Nádasdy, dirijată de Sergio Failoni, având în rolurile principale pe Mihály Székely și Ella Némethy, a fost un succes extraordinar. În străinătate a fost interpretată pentru prima dată la Frankfurt, în 1922.

## Personajele
Opera are două personaje, soțiile anterioare al Prințului fiind personaje mute, iar prologul în proză a povestitorului deseori este exclus din reprezentări.
Rolul lui Barbă-Albastră este interpretat de bași sau bas-baritoni (nefiind excluși nici baritoni).
Judit, în original, este mezzosoprană sau soprană (rareori soprană dramatică).
Amintirea soțiilor moarte ale Prințului sunt reprezentate de un cor ascuns.
Acțiunea operei se petrece „în vremuri de legendă", în castelul Prințului Barbă-Albastră. De fapt împrejurimile și timpul acțiunii nu sunt reale, întâmplările petrecându-se în sufletul bărbătesc, în lumea de neatins al acestuia, în ale cărui taine vrea să pătrundă femeia îndrăgostită, dornică de cunoaștere.

## Subiectul
Barbă-Albastră aduce o soție nouă în castelul său, mare, rece, întunecat, având șapte uși închise. Judit îl urmează, în ciuda avertismentelor părinților. Observând ușile, ea vrea să le deschidă pe toate, ca „Vântul să intre, soarele să strălucească." Prințul îi dă cheia primei uși ezitând. Când ușa se deschide, Judit observă camera de tortură, iar imediat cere următoarea cheie, în a doua încăpere găsind găsind armele. În spatele ușii următoare strălucesc comorile, pătate de sânge, ale prințului. La fel sunt acoperite de sânge și florile care se află după ușa a patra. Cu cât Judit deschide mai multe uși, cu atât prințul o roagă din ce în ce mai disperat „să-l iubească și să nu întrebe niciodată". Când deschid ușa a cincea, Barbă-Albastră prezintă țara lui. Judit observă că ceva strică frumusețea peisajului, sângele apare și aici, în nori, și vrea să deschidă și cele două uși rămase închise. Aici va găsi Lacul lacrimilor, cu toate că prințul insista să nu deschidă ușa. Deja aici afirmă că nu va deschide ultima ușă, dar nu mai este cale de întoarcere, Judit devenind din ce în ce mai curioasă. Deschizând ultima ușa fostele soții al prințului apar și o iau pe Judit cu ele. Fericirea dorită de prinț nici acum nu s-a împlinit și „va fi mereu noapte".

## Muzica
Muzica lui Bartók la această operă urmărește amănunțit detaliile întâmplărilor. Opera începe cu un prolog cu iz folcloric. Elementele cu caracter de baladă apar și în text, și în muzică. Castelul întunecat al prințului este reprezentat de melodii pentatonice sumbre, care vor fi dizolvate prin intervențiile lui Judit. Deschiderea ușilor din castel este metafora cunoașterii sufletului bărbătesc.
Muzica ilustrează întâmplările: castelul suspină în diferite momente-cheie, comorile strălucesc, dar lumina pătrunde, până și sângele are un motiv muzical al lui. Punctul culminant din punct de vedere muzical este situat la deschiderea ușii a cincea, unde melodia brusc modulează în Do major, luminând atmosfera. Până aici exista o ridicare treptată, de aici urmează declinul.
Orchestrația lucrării conține pe lângă cvartetul de coarde, patru flaute (două piccolo), două oboaie, corn englez, trei clarinete, patru fagoturi (printre care două contrafagoturi), patru corni, patru trompete, patru tromboane, tubă, timpan, tobă mare, tam-tam, cinele, xilofon, trianglu, două harfe, celestă și orgă.